# USS LST-202
O USS LST-202 foi um navio de guerra norte-americano da classe LST que operou durante a Segunda Guerra Mundial.